# Heinäsaari (ö i Norra Savolax, Varkaus, lat 62,27, long 28,54)
Heinäsaari är en ö i Finland. Den ligger i sjön Heinäjärvi och i kommunen Varkaus i den ekonomiska regionen  Varkaus ekonomiska region  och landskapet Norra Savolax, i den sydöstra delen av landet, 300 km nordost om huvudstaden Helsingfors. Öns area är 1,8 hektar och dess största längd är 230 meter i sydöst-nordvästlig riktning.